# All-Star Game da NBA de 2024
O All-Star Game da NBA de 2024 foi um jogo de exibição disputado em 18 de fevereiro de 2024. Foi a 73.ª edição do evento. O jogo foi apresentado pelo Indiana Pacers na Gainbridge Fieldhouse e foi televisionado nacionalmente pela TNT pelo 22.º ano consecutivo.
O anúncio da escolha do local foi feito em uma coletiva de imprensa realizada pela NBA e pelo Jazz em 13 de dezembro de 2017. Em 25 de novembro de 2020, a NBA anunciou que os Pacers sediariam o All-Star Game em 2024, em vez de 2021, devido a mudanças no cronograma da NBA como resultado da pandemia de COVID-19 e conflitos de cronograma com o torneio de basquete masculino da Divisão I da NCAA de 2021 , que foi realizado em vários locais em Indianápolis e no centro de Indiana.
Este foi o maior número de pontos já marcados por uma equipe em um All-Star Game, e o maior número de pontos marcados por ambas as equipes (397).  Combinados, foram 67 arremessos de três pontos marcados, também um recorde.

## All-Star Game

### Treinadores
Doc Rivers, técnico do Milwaukee Bucks por cinco jogos após a demissão do ex-técnico Adrian Griffin, qualificou-se como técnico principal da Conferência Leste em 3 de fevereiro. Embora o Boston Celtics tenha conquistado o melhor recorde na Conferência Leste, seu técnico, Joe Mazzulla  , foi inelegível para treinar no All-Star Game porque as regras da liga proibiam um treinador de treinar em All-Star Games consecutivos, como havia treinado no jogo de 2023. Chris Finch, técnico do Minnesota Timberwolves, qualificou-se como técnico principal da Conferência Oeste em 4 de fevereiro.

### Elencos
Como havia acontecido nos anos anteriores, os jogadores foram selecionadas para o All-Star Game por meio de um processo de votação. Os torcedores podiam votar pelo site da NBA, bem como por meio de sua conta do Google. Os titulares foram escolhidos pelos fãs, mídia e jogadores atuais da NBA. Os fãs representaram 50% dos votos e os jogadores da NBA e a mídia cada um com 25% dos votos. Os jogadores que receberam o maior total de votos cumulativos em cada conferência foram nomeados os titulares e dois jogadores em cada conferência com os votos mais altos foram nomeados capitães de equipe. Os treinadores principais da NBA votaram nos reservas de suas respectivas conferências, nenhuma das quais poderia ser jogador de seu próprio time.
Os titulares do All-Star Game foram anunciados em 25 de janeiro de 2024. Tyrese Haliburton do Indiana Pacers e Damian Lillard do Milwaukee Bucks foram anunciados como os armadores titulares do Leste, ganhando sua segunda e oitava aparições no All-Star, respectivamente. Giannis Antetokounmpo do Milwaukee Bucks e Jayson Tatum do Boston Celtics foram nomeados os alas titulares no Leste, ganhando sua oitava e quinta aparições, respectivamente. Juntando-se a equipe do Leste estava Joel Embiid, do Philadelphia 76ers, sua sétima seleção de estrelas.
No Oeste, Luka Dončić do Dallas Mavericks e Shai Gilgeous-Alexander do Oklahoma City Thunder foram nomeados para a quadra de defesa titular, conquistando sua quinta e segunda aparições como estrelas, respectivamente.  Na quadra de ataque, Kevin Durant do Phoenix Suns e LeBron James do Los Angeles Lakers foram nomeados para sua 14.ª e 20.ª aparição como estrelas, respectivamente.  A 20.ª seleção All-Star de James estabeleceu um recorde da NBA para a maioria das seleções All-Star, quebrando um recorde que ele anteriormente compartilhava com Kareem Abdul-Jabbar.  Com sua seleção, James também se junta a uma pequena lista de jogadores com 20 ou mais seleções All-Star, que inclui o jogador de hóquei do Hall da Fama, Gordie Howe, e os membros do Hall da Fama do Beisebol, Hank Aaron, Willie Mays e Stan Musial. Juntando-se à quadra de ataque oeste estava Nikola Jokić do Denver Nuggets, conquistando sua sexta seleção.
Os reservas do All-Star Game foram anunciadas em 1.º de fevereiro de 2024. Os reservas do Oeste incluíam Devin Booker do Phoenix Suns, sua quarta seleção; Stephen Curry, do Golden State Warriors, sua décima seleção; Anthony Davis, do Los Angeles Lakers, sua nona seleção; Anthony Edwards, do Minnesota Timberwolves, sua segunda seleção; Paul George, do Los Angeles Clippers, sua nona seleção; Kawhi Leonard, do Los Angeles Clippers, sua sexta seleção; e Karl-Anthony Towns do Minnesota Timberwolves, sua quarta seleção.
Os reservas do Leste incluíam Bam Adebayo do Miami Heat, sua terceira seleção;  Paolo Banchero do Orlando Magic, sua primeira seleção; Jaylen Brown, do Boston Celtics, sua terceira seleção; Jalen Brunson do New York Knicks, sua primeira seleção; Tyrese Maxey do Philadelphia 76ers, sua primeira seleção; Donovan Mitchell, do Cleveland Cavaliers, sua quinta seleção;  e Julius Randle do New York Knicks, sua terceira seleção.
| Pos                                     | Jogador               | Time                | N° de seleções |
| Titulares                               | Titulares             | Titulares           | Titulares      |
| --------------------------------------- | --------------------- | ------------------- | -------------- |
| G                                       | Tyrese Haliburton     | Indiana Pacers      | 2              |
| G                                       | Damian Lillard        | Milwaukee Bucks     | 8              |
| F                                       | Giannis Antetokounmpo | Milwaukee Bucks     | 8              |
| F                                       | Jayson Tatum          | Boston Celtics      | 5              |
| C                                       | Joel EmbiidINJ1       | Philadelphia 76ers  | 7              |
| Reservas                                |                       |                     |                |
| G                                       | Jalen Brunson         | New York Knicks     | 1              |
| G                                       | Tyrese Maxey          | Philadelphia 76ers  | 1              |
| G                                       | Donovan Mitchell      | Cleveland Cavaliers | 5              |
| G                                       | Trae YoungREP1        | Atlanta Hawks       | 3              |
| F                                       | Paolo Banchero        | Orlando Magic       | 1              |
| F                                       | Scottie BarnesREP2    | Toronto Raptors     | 1              |
| F                                       | Jaylen Brown          | Boston Celtics      | 3              |
| F                                       | Julius RandleINJ2     | New York Knicks     | 3              |
| C                                       | Bam AdebayoST1        | Miami Heat          | 3              |
| Treinador: Doc Rivers (Milwaukee Bucks) |                       |                     |                |

| Pos                                             | Player                  | Team                   | No. of selections |
| Titulares                                       | Titulares               | Titulares              | Titulares         |
| ----------------------------------------------- | ----------------------- | ---------------------- | ----------------- |
| G                                               | Luka Dončić             | Dallas Mavericks       | 5                 |
| G                                               | Shai Gilgeous-Alexander | Oklahoma City Thunder  | 2                 |
| F                                               | Kevin Durant            | Phoenix Suns           | 14                |
| F                                               | LeBron James            | Los Angeles Lakers     | 20                |
| C                                               | Nikola Jokić            | Denver Nuggets         | 6                 |
| Reservas                                        |                         |                        |                   |
| G                                               | Devin Booker            | Phoenix Suns           | 4                 |
| G                                               | Stephen Curry           | Golden State Warriors  | 10                |
| G                                               | Anthony Edwards         | Minnesota Timberwolves | 2                 |
| F                                               | Paul George             | Los Angeles Clippers   | 9                 |
| F                                               | Kawhi Leonard           | Los Angeles Clippers   | 6                 |
| F                                               | Karl-Anthony Towns      | Minnesota Timberwolves | 4                 |
| C                                               | Anthony Davis           | Los Angeles Lakers     | 9                 |
| Treinador: Chris Finch (Minnesota Timberwolves) |                         |                        |                   |

↑INJ1  Joel Embiid não pôde jogar devido a uma lesão na perna.

↑INJ2  Julius Randle não pôde jogar devido a uma lesão no ombro.

↑REP1  Trae Young foi escolhido como substituto de Joel Embiid.

↑REP2  Scottie Barnes foi escolhido como substituto de Julius Randle.

↑ST1  Bam Adebayo foi escolhido para começar no lugar de Joel Embiid.

### Jogo
O All-Star Game de 2024 foi revertido para o formato pré-2018, com duas equipes representando as duas conferências jogando em quatro períodos de 12 minutos.  Foi mantida a vertente beneficente, em que a equipe que somasse mais pontos em cada quarto receberia um prêmio em dinheiro, que seria doado a uma instituição de caridade designada.
Os All-Stars da Conferência Leste venceram o jogo por 211–186.  Foi a primeira vez na história do NBA All-Star Game que um time atingiu a marca de 200 pontos.  Tyrese Haliburton fez uma cesta de três pontos para alcançar a marca. Damian Lillard, em seu primeiro All-Star Game como titular e como jogador do Milwaukee Bucks foi nomeado o MVP do All-Star Game.  Tendo vencido anteriormente o Concurso de Três Pontos, ele é o primeiro jogador a vencer o Concurso de Três Pontos e o MVP do All-Star Game no mesmo fim de semana.
| 18 de Fevereiro de 2024 8:00 pm ET | Recap | Conferência Oeste 186, Conferência Leste 211                          | Conferência Oeste 186, Conferência Leste 211 | Conferência Oeste 186, Conferência Leste 211                     |  | Gainbridge Fieldhouse, Indianapolis, Indiana Público: 17,251 Árbitros: * #25 Tony Brothers - #58 Mark Lindsay - #11 Derrick Collins | TNT, TBS, truTV |
| 18 de Fevereiro de 2024 8:00 pm ET | Recap | Placar por quarto: 47–53, 42–51, 47–56, 50–51                         |                                              |                                                                  |  | Gainbridge Fieldhouse, Indianapolis, Indiana Público: 17,251 Árbitros: * #25 Tony Brothers - #58 Mark Lindsay - #11 Derrick Collins | TNT, TBS, truTV |
| 18 de Fevereiro de 2024 8:00 pm ET | Recap | Pts: Karl-Anthony Towns 50 Rbts: Anthony Davis 8 Asts: Nikola Jokić 9 |                                              | Pts: Damian Lillard 39 Rbts: Paolo Banchero 9 Asts: Trae Young 7 |  | Gainbridge Fieldhouse, Indianapolis, Indiana Público: 17,251 Árbitros: * #25 Tony Brothers - #58 Mark Lindsay - #11 Derrick Collins | TNT, TBS, truTV |

## All-Star Weekend

### Jogo das celebridades
O Jogo das Celebridades de 2024 foi realizado na sexta-feira, 16 de fevereiro de 2024, no Lucas Oil Stadium em Indianapolis, Indiana, com Shannon Sharpe e Stephen A. Smith atuando como treinadores honorários. As regras "Crunch Time" (cada equipe recebendo a capacidade de ativar dois minutos de pontos duplos) e linha de quatro pontos introduzidas no jogo do ano anterior retornaram.
| 16 de fevereiro de 2024 7:00 pm ET | Recap | Team Shannon 100, Team Stephen A. 91                            | Team Shannon 100, Team Stephen A. 91 | Team Shannon 100, Team Stephen A. 91                         |  | Lucas Oil Stadium, Indianápolis, Indiana | ESPN |
| 16 de fevereiro de 2024 7:00 pm ET | Recap | Placar por quarto: 22–26, 30–19, 20–26, 28–20                   |                                      |                                                              |  | Lucas Oil Stadium, Indianápolis, Indiana | ESPN |
| 16 de fevereiro de 2024 7:00 pm ET | Recap | Pts: Micah Parsons 37 Rbts: Micah Parsons 16 Asts: Puka Nacua 4 |                                      | Pts: CJ Stroud 31 Rbts: Tristan Jass 10 Asts: Tristan Jass 6 |  | Lucas Oil Stadium, Indianápolis, Indiana | ESPN |

| Player                                                | Background        |
| ----------------------------------------------------- | ----------------- |
| Micah Parsons                                         | jogador da NFL    |
| Conor Daly                                            | automobilista     |
| Quincy Isaiah                                         | ator              |
| Jewell Loyd                                           | jogadora da WNBA  |
| Kai Cenat                                             | streamer          |
| Dylan Wang                                            | ator              |
| Lilly Singh                                           | atriz             |
| Sir                                                   | cantor/compositor |
| Walker Hayes                                          | cantor country    |
| Anuel AA (2)                                          | singer            |
| Puka Nacua                                            | jogador da NFL    |
| Treinador: Shannon Sharpe (jogador aposentado da NFL) |                   |
| Treinador assistente: 50 Cent (rapper e ator)         |                   |

| Player                                                                                 | Background                           |
| -------------------------------------------------------------------------------------- | ------------------------------------ |
| Jennifer Hudson                                                                        | atriz, produtora e host de talk show |
| Metta World Peace                                                                      | jogador aposentado da NBA            |
| Jack Ryan                                                                              | jogador de streetball                |
| AJ McLean                                                                              | cantor                               |
| C. J. Stroud                                                                           | jogador da NFL                       |
| Kwame Onwuachi                                                                         | chef                                 |
| Natasha Cloud                                                                          | jogadora da WNBA                     |
| Adam Blackstone                                                                        | musicista                            |
| Gianmarco Tamberi (2)                                                                  | Campeão olímpico de salto em altura  |
| Tristan Jass                                                                           | Youtuber                             |
| Mecole Hardman                                                                         | jogador da NFL                       |
| Treinador: Stephen A. Smith (personalidade da televisão esportiva e jornalista)        |                                      |
| Treinador assistente: Lil Wayne (rapper e compositor) & A'ja Wilson (jogadora da WNBA) |                                      |

### Rising Stars
| Pos.                                                         | Player             | Time                  | N/S/P        |
| ------------------------------------------------------------ | ------------------ | --------------------- | ------------ |
| F                                                            | Victor Wembanyama  | San Antonio Spurs     | Novato       |
| F                                                            | Brandon Miller     | Charlotte Hornets     | Novato       |
| F                                                            | Jaime Jaquez Jr.   | Miami Heat            | Novato       |
| F                                                            | Jabari Smith Jr.   | Houston Rockets       | Segundanista |
| G                                                            | Brandin Podziemski | Golden State Warriors | Novato       |
| G                                                            | Cason Wallace      | Oklahoma City Thunder | Novato       |
| G                                                            | Bilal Coulibaly    | Washington Wizards    | Novato       |
| Treinador honorário: Pau Gasol                               |                    |                       |              |
| Treinador: Micah Nori (Treinador assistente do Timberwolves) |                    |                       |              |

| Pos.                                   | Player                 | Team                   | N/S/P        |
| -------------------------------------- | ---------------------- | ---------------------- | ------------ |
| F                                      | Paolo Banchero         | Orlando Magic          | Segundanista |
| F                                      | Keegan Murray          | Sacramento Kings       | Segundanista |
| G                                      | Jaden Ivey             | Detroit Pistons        | Segundanista |
| G                                      | Dyson DanielsINJ2      | New Orleans Pelicans   | Segundanista |
| G                                      | Vince Williams Jr.REP2 | Memphis Grizzlies      | Segundanista |
| G                                      | Scoot Henderson        | Portland Trail Blazers | Novato       |
| G                                      | Keyonte George         | Utah Jazz              | Novato       |
| C                                      | Jalen Duren            | Detroit Pistons        | Segundanista |
| Treinadora honorária: Tamika Catchings |                        |                        |              |
| Treinador: Elston Turner               |                        |                        |              |

| Pos.                            | Player             | Team                   | N/S/P        |
| ------------------------------- | ------------------ | ---------------------- | ------------ |
| F                               | Chet Holmgren      | Oklahoma City Thunder  | Novato       |
| F                               | Dereck Lively II   | Dallas Mavericks       | Novato       |
| F                               | Jeremy SochanREP1  | San Antonio Spurs      | Segundanista |
| G                               | Jalen Williams     | Oklahoma City Thunder  | Segundanista |
| G                               | Bennedict Mathurin | Indiana Pacers         | Segundanista |
| G                               | Shaedon SharpeINJ1 | Portland Trail Blazers | Segundanista |
| G                               | Jordan Hawkins     | New Orleans Pelicans   | Novato       |
| C                               | Walker Kessler     | Utah Jazz              | Segundanista |
| Treinador honorário: Jalen Rose |                    |                        |              |
| Treinador: Joe Prunty           |                    |                        |              |

| Pos.                                 | Player           | Team                 | R/S/P     |
| ------------------------------------ | ---------------- | -------------------- | --------- |
| F                                    | Izan Almansa     | G League Ignite      | Prospecto |
| F                                    | Matas Buzelis    | G League Ignite      | Prospecto |
| F                                    | Ron HollandINJ3  | G League Ignite      | Prospecto |
| F                                    | Tyler Smith      | G League Ignite      | Prospecto |
| F                                    | Oscar Tshiebwe   | Indiana Mad Ants     | Prospecto |
| F                                    | Emoni BatesREP3  | Cleveland Charge     | Prospecto |
| G                                    | Mac McClung      | Osceola Magic        | Prospecto |
| G                                    | Alondes Williams | Sioux Falls Skyforce | Prospecto |
| Treinador honorário: Detlef Schrempf |                  |                      |           |
| Treinador: Patrick Mutombo           |                  |                      |           |

↑INJ1  Shaedon Sharpe não pôde participar devido a lesão.

↑REP1  Jeremy Sochan foi escolhido como substituto de Shaedon Sharpe.

↑INJ2  Dyson Daniels não pôde participar devido a lesão.

↑REP2  Vince Williams Jr. foi escolhido como substituto de Dyson Daniels.

↑INJ3  Ron Holland não pôde participar devido a lesão.

↑REP3  Emoni Bates foi escolhida como substituta de Ron Holland.
|  | Semifinals  | Semifinals  |            |    | Final | Final |
|  |             |             |            |    |       |       |
|  |             |             |            |    |       |       |
|  |             |             |            |    |       |       |
|  | Time Jalen  | 40          |            |    |       |       |
|  | Time Jalen  | 40          |            |    |       |       |
|  | Time Tamika | 35          |            |    |       |       |
|  | Time Tamika | 35          | Time Jalen | 25 |       |       |
|  |             |             | Time Jalen | 25 |       |       |
|  |             | Time Detlef | 13         |    |       |       |
|  | Time Detlef | Time Detlef | 13         | 41 |       |       |
|  | Time Detlef |             |            | 41 |       |       |
|  | Time Pau    | 36          |            |    |       |       |
|  | Time Pau    | 36          |            |    |       |       |

### Skills Challenge
| Pos. | Jogador            | Time           |
| ---- | ------------------ | -------------- |
| G    | Tyrese Haliburton  | Indiana Pacers |
| F    | Bennedict Mathurin | Indiana Pacers |
| C    | Myles Turner       | Indiana Pacers |

| Pos. | Jogador           | Time                   |
| ---- | ----------------- | ---------------------- |
| F    | Paolo Banchero    | Orlando Magic          |
| G    | Anthony Edwards   | Minnesota Timberwolves |
| F    | Victor Wembanyama | San Antonio Spurs      |

| Pos. | Player         | Team               |
| ---- | -------------- | ------------------ |
| F    | Scottie Barnes | Toronto Raptors    |
| G    | Tyrese Maxey   | Philadelphia 76ers |
| G    | Trae Young     | Atlanta Hawks      |

### Competição de 3 pontos
| Pos. | Jogador            | Time                   | Altura | Peso  | Primeira rodada (Tiebreaker) | Rodada final       |
| ---- | ------------------ | ---------------------- | ------ | ----- | ---------------------------- | ------------------ |
| G    | Damian Lillard     | Milwaukee Bucks        | 1,87   | 88,4  | 26 (16)                      | 26                 |
| G    | Trae Young         | Atlanta Hawks          | 1,85   | 74    | 26 (15)                      | 24                 |
| C    | Karl-Anthony Towns | Minnesota Timberwolves | 2,13   | 112   | 26 (16)                      | 24                 |
| G    | Tyrese Haliburton  | Indiana Pacers         | 1.95   | 83,9  | 26 (12)                      | Não se classificou |
| F    | Lauri Markkanen    | Utah Jazz              | 2,13   | 108,8 | 25                           | Não se classificou |
| G    | Jalen Brunson      | New York Knicks        | 1,88   | 86    | 24                           | Não se classificou |
| G    | Donovan Mitchell   | Cleveland Cavaliers    | 1,85   | 98    | 21                           | Não se classificou |
| G    | Malik Beasley      | Milwaukee Bucks        | 1,93   | 85    | 20                           | Não se classificou |

### Stephen vs. Sabrina
Após o concurso de três pontos no sábado, 17 de fevereiro, Stephen Curry e Sabrina Ionescu competiram em um desafio bônus de 3 pontos frente a frente, o primeiro desafio desse tipo colocando um jogador da NBA contra uma jogadora da WNBA  durante o All-Star Weekend (sem considerar eventos de equipe).  Ionescu venceu o Three Point Contest durante o WNBA All Star Weekend de 2023 em Las Vegas com uma pontuação na segunda rodada de 37, que superou o recorde da NBA de 31 que Curry estabeleceu em 2021  em Atlanta e que Haliburton igualou em 2023 em Salt Lake City.
Ambos os jogadores arremessaram da linha de 3 pontos da NBA, mas Curry usou bolas de basquete do tamanho da NBA e Ionescu usou bolas do tamanho da WNBA.
| Pos. | Player          | Time                  | Altura | Peso | Rodada final |
| ---- | --------------- | --------------------- | ------ | ---- | ------------ |
| G    | Stephen Curry   | Golden State Warriors | 1,88   | 84   | 29           |
| G    | Sabrina Ionescu | New York Liberty      | 1,80   | 70   | 26           |

### Torneio de enterradas
| Pos. | Jogador          | Time                      | Altura | Peso | Primeira rodada  | Rodada final       |
| ---- | ---------------- | ------------------------- | ------ | ---- | ---------------- | ------------------ |
| G    | Mac McClung      | Osceola MagicNBA G League | 1,87   | 83,9 | 97.4 (48+49.4)   | 98.8 (48.8+50)     |
| G    | Jaylen Brown     | Boston Celtics            | 1,98   | 101  | 96.4 (48.8+47.6) | 97.8 (48.6+49.2)   |
| F    | Jacob Toppin     | New York Knicks           | 2,03   | 90,7 | 95 (47.8+47.2)   | Não se classificou |
| F    | Jaime Jaquez Jr. | Miami Heat                | 1,98   | 102  | 94.2 (47.4+46.8) | Não se classificou |